# Baltimore Bays
Baltimore Bays – amerykański klub piłkarski z Baltimore w stanie Maryland. Drużyna występowała w najpierw w lidze NPSL (1967), potem w lidze NASL (1968–1969), a jego domowymi obiektami były Memorial Stadium oraz Kirk Field. Zespół istniał w latach 1967–1969.

## Historia
Klub został założony w 1967  i przystąpił rozgrywek ligi NPSL, w którym zdobył wicemistrzostwo po porażce w finale z Oakland Clippers. Następnie po połączeniu lig NPSL i USA w ligę NASL. Właścicielem klubu był Jerold Hoffberger, prezes National Brewing Company (producent piwa) oraz właściciel klub baseballowej ligi Major League Baseball – Baltimore Orioles.
W sezonie 1968 zespół zajął 4. miejsce w Dywizji Atlantyckiej i nie zakwalifikował się do fazy play-off. Natomiast sezon 1969 składał się z dwóch części: Pucharu Interkontynentalnego – w którym kluby były reprezentowane przez piłkarzy klubów angielskich, a Baltimore Bays był reprezentowany przez piłkarzy West Ham United i zajął 2. miejsce oraz sezonu zasadniczego, w którym klub zajął 5. miejsce i ponownie nie zakwalifikował się do fazy play-off. Po zakończeniu sezonu 1969 klub został rozwiązany.

## Sezon po sezonie
| Sezon | Liga | Z  | R | P  | Pkt | Sezon                         | Playoff                | Śr. frekwencja |
| ----- | ---- | -- | - | -- | --- | ----------------------------- | ---------------------- | -------------- |
| 1967  | NPSL | 14 | 9 | 9  | 162 | 1.miejsce, Dywizja Wschodnia  | Finalista              | 5,838          |
| 1968  | NASL | 13 | 3 | 16 | 128 | 4.miejsce, Dywizja Atlantycka | Nie zakwalifikował się | 4,628          |
| 1969  | NASL | 2  | 1 | 13 | 42  | 5.miejsce                     | Nie zakwalifikował się | 1,238          |

## Osiągnięcia

### NPSL
- Wicemistrzostwo NPSL: 1967

### Nagrody indywidualne
| Odkrycie Roku NASL - Siegfried Stritzl - 1969 MPV Sezonu NASL - Cirilo Fernandez Jedenastka Sezonu NPSL/NASL - 1967: Juan Santisteban, Badu DaCruz, Art Welch - 1969: John Borodiak, Art Welch |  | Jedenastka Dublerów Sezonu NPSL/NASL - 1968: Dennis Viollet US Soccer Hall of Fame - 1996: Gordon Bradley - 2003: Clive Toye Indoor Soccer Hall of Fame - 2013: Gordon Jago |

## Trenerzy
- 1967:  Doug Millward
- 1968–1969:  Gordon Jago